# フェニルグリオキシル酸デヒドロゲナーゼ (アシル化)
フェニルグリオキシル酸デヒドロゲナーゼ (アシル化)（phenylglyoxylate dehydrogenase (acylating)）は、フェニルアラニン代謝酵素の一つで、次の化学反応を触媒する酸化還元酵素である。
反応式の通り、この酵素の基質はフェニルグリオキシル酸とNAD+と補酵素A、生成物はベンゾイルCoAと二酸化炭素とNADHとH+である。補因子としてFADとチアミンピロリン酸と鉄硫黄タンパク質を用いる。
組織名はphenylglyoxylate:NAD+ oxidoreductaseである。